# Prix suisse de musique
Le Prix suisse de musique est une distinction décernée par l'Office fédéral de la culture au nom de la Confédération, comme mesure de soutien à l'ensemble de la scène musicale suisse.

## Histoire
Ce prix a été créé comme soutien fédéral à la musique novatrice, introduit en 2012, comme mesure de la loi fédérale d'encouragement à la culture (LEC).
Le premier Grand prix suisse de musique a été décerné à Franz Treichler (leader des Young Gods) en 2014 à l'opéra de Lausanne, dans le cadre de label suisse.
En septembre 2015, c'est le hautboïste, chef d’orchestre et compositeur Heinz Holliger, déjà lauréat de nombreux prix internationaux, qui reçoit ce premier grand prix suisse de musique à soixante-seize ans, arrivant premier des quinze finalistes et des cinquante candidats,.
En 2016, lui succède Sophie Hunger,.
À compter de 2017, sont décernés plusieurs Prix suisses de musique, dont un lauréat du Grand Prix suisse de musique,.

## Principe
Le jury fédéral de la musique de sept membres, assisté par une équipe de dix experts des différentes scènes musicales suisses, sélectionne des lauréats parmi lesquels un reçoit le Grand prix suisse de musique.
Chaque lauréat reçoit 25 000 francs et a l'occasion de jouer au festival partenaire du prix. Le lauréat du Grand prix reçoit quant à lui 100 000 francs (+/- 90 000 euros), comme mesure de soutien à la création.

## Lauréats du Grand Prix suisse de musique
Depuis l'origine, sont lauréats du Grand Prix suisse de musique :
- 2014 : Franz Treichler[11] ;
- 2015 : Heinz Holliger[4] ;
- 2016 : Sophie Hunger[5] ;
- 2017 : Patricia Kopatchinskaja[12] ;
- 2018 : Irène Schweizer[13] ;
- 2019 : Cod.Act (André Décosterd et Michel Décosterd)[14] ;
- 2020 : Erika Stucky[15] ;
- 2021 : Stephan Eicher[16] ;
- 2022 : Yello[17] ;
- 2023 : Erik Truffaz[18] ;
- 2024 : Sol Gabetta[19] ;
- 2025 : Sylvie Courvoisier[20].